# Varlaam (okręg Buzău)
Varlaam – wieś w Rumunii, w okręgu Buzău, w gminie Gura Teghii. W 2011 roku liczyła 478 mieszkańców.